# René Dif
René Dif (17 de outubro de 1967, Copenhague) é um músico e ator dinamarquês, mais conhecido como a voz masculina da banda de dance-pop Aqua.

## Biografia
Filho de pai argelino e mãe dinamarquesa, sempre teve problemas com os estudos, tendo sido expulso de várias escolas. Ao terminar o primeiro grau, abandonou de vez a escola e foi trabalhar num navio de cruzeiro. Ao passar por Barbados, ouviu um DJ numa rádio e decidiu se tornar um, e foi para a Noruega, onde ele encontrou um DJ local, conhecido como DJ Aligator, com quem gravou um álbum, Groove Your Soul, juntamente com um single, "I Believe". O trabalho não foi bem-sucedido, mas mostrou que René tinha uma boa voz.
Em 1994, René encontrou Lene num cruzeiro. Pouco tempo depois, quando René juntou-se a Claus e Søren para formar o que seria a banda Aqua, eles perceberam que precisavam de uma voz feminina, e René chamou Lene. O Aqua viria a se tornar um sucesso mundial em 1997.
Lene e René tiveram um relacionamento que durou até 2001, quando Lene deixou René e começou a namorar Søren, um dos outros dois membros da banda. Há rumores que isso tenha sido o principal fator da dissolução do Aqua.
Desde a dissolução do Aqua em 2001, René lançou três singles como artista solo: "Let It All Out (Push It)", "The Uhh Uhh Song" e "Way To Go". Em 2002 ele lançou uma autobiografia intitulada Popdreng. Em 2004 ele iniciou uma carreira de ator, atuando em filmes do diretor Lasse Spang Olsen. Ele também montou um bar durante um curto período de tempo no centro de Copenhague.
René está de volta com o Aqua. Em 2009 o grupo lançou um disco com seus maiores hits e, somam-se a playlist duas músicas inéditas, Back to the 80s e My Mamma Said, que obtiveram grande sucesso em países como Dinamarca, Suécia e Noruega. Em novembro de 2009, a banda lançou uma re-edição desse disco de sucessos, a qual conta com o primeiro single de Natal da banda, "Spin me a Christmas" e atualmente trabalha no novo album de estúdio do Aqua, que está programado para 14 de setembro de 2011, já conta com um single "How R U Doin" e outras cinco novas músicas, "Fuck me like a robot", "Come and get it", "Dirty Popsong", "Viva Las Vegas" e "Party Patrol", divulgadas recentemente na turnê de verão da banda.